# 少年少女 (お笑いコンビ)
少年少女（しょうねんしょうじょ）は、かつて吉本興業東京本社（東京吉本）に所属していた日本の女性お笑いコンビ。
2014年4月29日のライブをもって活動を休止し、阿部は引退。坂口は「少年少女 坂口真弓」の芸名でピン芸人へ転向後、すーなか（元・ロシアンモンキー）とコンビ『怪獣』を結成。2019年に竹内健人（元・ミルククラウン）が加入しトリオとなる。その後、怪獣は2022年12月31日をもって解散し、坂口は「さかぐち」の芸名で1人で活動している。

## メンバー
阿部 磨有香（あべ まゆか、1982年12月1日 - ）ボケ担当。立ち位置は右。
- 東京都西東京市出身、血液型O型、身長155cm。
- 趣味はピアノ演奏と読書。
- バストはEカップだが目立たないように猫背になったり髪で隠したりしている[3]。
- 弟が居る[4]。
- 辛いもの好き[5]。タバスコの一気飲みが特技で、80倍辛いカレーライスもいけると話していた。元々ダイエットのため食べるのが遅くなるように（辛くして早く食べられないようにするため）、食べ物にタバスコをかけていたが、それもだんだん慣れてきたという[6][7]。
- 東京都立保谷高等学校卒業。桜美林大学中退。
- 『ナイナイサイズ!』（日本テレビ）のスタジオ観覧に行き、前説のCOWCOWを見たことが芸人になろうと思ったきっかけ[8]。
- 歌唱力には自信があり、やりすぎコージー（テレビ東京）内のコーナー「フジテレビには出られない!お笑い芸人 俺達だって歌がうまい王座決定戦」に出演し、渡辺真知子の『かもめが翔んだ日』を歌った[9]。
- 1970年代の曲を好んでいるところがあり、吉田拓郎のファン[10]。
- よしもとべっぴん芸人ランキングで2010年度10位、よしもと芸人が選ぶ抱きたい女芸人第2位。2011年度では8位まで順位をあげた。バラエティ番組『ロンドンハーツ』（テレビ朝日）の「男性芸能人268人がリアルに選んだ付き合いたい女芸人GP」では4票を獲得し21位タイ[11][12][13]。中岡創一（ロッチ）に巨乳と言うことで思いを寄せられていた（『爆笑レッドカーペット』（フジテレビ）で本人に告白されるもフッた）。
- また、小柄で可愛らしく男性芸人からの人気も高かった。2014年4月25日の少年少女の最後の生配信トーク番組「よしログ」にて、たかし斎藤司（トレンディエンジェル）や川島ofレジェンド（はんにゃ）から、好きだったことや酔っぱらったりして頬などにキスをしたことを告白されており、男性陣からは「阿部ちゃんのことガチで好きな人たくさんいた」と、10年前を懐かしそうに話した。
- 『庄10智春』（GYAO!）にて卵焼きを作った際に料理ができないと語っていたが、後に同番組で料理ができる事が判明した。
- NSC在学時代、貧しさのあまりにしけもくを集めて吸っていたりガムテープを食べたりしていた。替えの下着がなく、付けずに登校したこともあるという[3]。
- 友人の結婚式用にはんにゃのメッセージ映像が欲しく、撮るためだけに生放送の番組（『はんにゃのもっちょい』）に乱入したことがある。
- 『プロ野球オーナーズリーグよしもと野球芸人No.1決定戦!!』の2010年大会に「アーベーベーアーズ」というチームで参加したものの最下位となった。罰ゲームとしてトータルテンボスの生配信番組『しのびナイトかまわん夜』で同期のDH億から尻バットをされた[14]。
- 2014年に阿部がお笑い芸人の次の夢の清掃員になるため、コンビとしての活動を休止。初めて解散の話が出たのは2011年頃、しかし「少年少女のネタ好きです」と偶然話しかけてきたファンの存在と坂口らの説得により「2人が面白いことをやっていけばいい」と納得し続けることに。それでも2013年3月、気持ちが元に戻らないことを阿部は確信し、再び坂口と話し合った結果、坂口から「来年2014年の4月末で、コンビを組んでちょうど10年になる」と言われ、「それはきれいだな」と、このタイミングで活動休止することになった。阿部が、芸人を続けたい気持ちと仕事に対する後ろ向きな気持ちを整理できず、坂口に居酒屋で打ち明けた。今後ピン芸人になる坂口に阿部は「坂口さんは純粋にお笑いが好きな人なので、好きなことに携わっているのがいいと思う。売れる売れないは私はどちらでもよくて、自分が好きだと思うことを続けてほしい」とメッセージを送った。

坂口 真弓（さかぐち まゆみ、1980年10月14日 - ）ツッコミ担当。立ち位置は左。
- 千葉県習志野市出身、血液型A型、身長161cm[15]。
- 趣味は音楽鑑賞。特技は体をエビ反りにして足の指で眼鏡を外したり掛けたりすること[3]。
- 小学校低学年の頃、雑草を食べるのが好きだったという[16]。
- 千葉県立柏井高等学校中退。高校は1年次に約6か月通っただけで退学したが、その時からお笑いを志していたという[17][18]。
- 高校中退後、7年間引きこもり続けたがこのままではヤバいと考え親に金を頼んでNSCに入った。芸人を始めた理由はリハビリのためとも言う[8]。
- 眼鏡をかけており、くせ毛、乱視、出っ歯を自称[19]。
- 親の仕事上、兄と2人暮らしだった時期がある（引きこもっていた時期だったので家事などをしていた）。
- 当時付き合っていた彼氏がいたが、坂口が異常に重かったため別れるときには相手の顔がキツネのようになっていた[20]。
- 相方とは対照的に歌唱力は低く、歌うトーンや音程を上手く調節できない。2010年6月12日放送の『めちゃ×2イケてるッ!』（フジテレビ）での「歌が下手な王座決定戦」では初出場ながら歌へた女王の光浦靖子（オアシズ）を下し決勝戦まで勝ち進んだ[21]。
- 同期で飲んでいるときに村上健志（フルーツポンチ）をキレさせ、傘で殴られたことがある（よしもとオンライン「はんにゃのもっちょい」より）。
- 「生理的にあわない」という理由で福田恵悟（LLR）とすーなかが嫌いと公言していた[22]。しかし実際のところは仲がよく、その後すーなかとはコンビを組むこととなる。
- 同人誌を描いていたことがある｡特に引きこもり時代は「泣きながら部屋でずっとエロ漫画を描いていた」とのこと。ペンネームはおしゃべりトマト[23]。エロ漫画は『芸人報道』でも紹介された[24]。
- 舞台などで芸人仲間とビジネス・キスをすることが多く、「キスソムリエ」を自称している[25]。
- 2015年2月2日のよしログですーなかとコンビを組むことを発表。コンビ名は『怪獣』[26]。後に竹内健人（元ミルククラウン）も加わる。
- 2017年6月22日のYouTubeよしログ内で、坂口は比較的陽キャで同棲している彼氏がいたというが、今年1月に35歳で婚約破綻、婚約相手に家を追い出され、新しく借りようとしたアパートの審査に落ち、さらにポスティングのアルバイト中に前歯を折って差し歯になるという不運が立て続けに起きたことを報告した。

## 概説
- NSC東京校10期生の2人によって結成された。
- 結成のきっかけは、阿部が細木数子の六星占術で「2歳年上と相性がいい」ということを信じ、相方を自分より2歳年上に絞った上で探し始め、最初に声をかけた坂口が快諾したことで結成になったという[3]。
- コンビ名の由来は、結成時はトリオであり、その元相方から「少年って言葉はいれたいね～」と言われ、坂口が「少女でいいんじゃない?」と言ったことから。阿部はコンビ名に関係性がない。ちなみに阿部が「少年」担当で、坂口が「少女」担当。決めた基準は「ハローキティ」を可愛いと思うか思わないか｣[3]。
- 2人とも酒癖が悪い[27]。
- 2人とも喫煙者[28]（過去に『ふくらむスクラム!!』（フジテレビ）にて、喫煙所で喫煙しているところを放送されている）。

## 芸風
- コントを行う。代表的なコントに「OLクイズ」がある。OLに扮した2人が「OLクイズ」なる遊びをするというもの。坂口が問題を出し、阿部が答えるという形式。やりとりは淡々とした口言口調で、言葉遊びや連想ゲームの要領で展開する。
- この他、同じくOLに扮したコントには、「スケジュール確認」や「バッティングセンター」、「女子トイレ」などがある。
- ネタは全て2人による共作[29]。
- コント同様、漫才も言葉遊びや連想ゲームが主である。ただし漫才は2007年頃に作った2本しかないらしい。
- コント・漫才共に、芸能人の名前が高い割合で登場する。
- ボケとツッコミが明確に決まっておらず、コントでは阿部がボケるケースが多いが漫才では逆となる。
- 動きは少なく、聴覚的な女コント師。

## 出演

### テレビ
- エンタの神様（日本テレビ）- 2007年11月24日初出演、キャッチコピーは「最先端のジャンヌダルク」。2回目の出演が2009年12月12日であり、この間約2年1か月のブランクがあった。
- オンバト+（NHK総合）戦績0勝2敗 最高321KB
  - 番組内で一度もオンエアはなかったが、番組内のコーナー、「+1」でネタがオンエアされた。このコーナーで2度オンエアされており、2度オンエアされたのは彼女たちのみ。
- 新春ゴールデンピンクカーペット（フジテレビ、2008年1月1日）キャッチコピーは「やめられない抜けられない」
- リンカーン（TBSテレビ）- 阿部のみ「ダマされたと思って食べてみて下さい!グルメコンテスト」（2008年2月12日）に出演、ジャムうどんを作った。
- やりすぎコージー（テレビ東京、2007年4月21日）阿部のみ、『フジテレビには出られない!お笑い芸人 俺達だって歌がうまい王座決定戦』に出演
- 『ぷっ』すま（テレビ朝日、2008年6月10日）「リアル神経衰弱! ボケとツッコミ当てまショー!」コーナーに出演。
- 爆笑レッドカーペット（フジテレビ）- 2008年7月2日初出演。キャッチコピーは「不思議系OL日記」、初出演でレッドカーペット賞を受賞。コラボカーペットでロッチと共演。
- ダウンタウンのガキの使いやあらへんで!!（日本テレビ、2008年9月28日）「山崎歌劇団」
- 踊る!さんま御殿!!（日本テレビ、2008年10月14日）ジャルジャル、大好物らと共に初出演。
- アドレな!ガレッジ（テレビ朝日、2008年11月4日）「クイズ！誰に憧れてたんでショー」に出演。
- THE THREE THEATER（フジテレビ、2009年1月1日）
- 今年も生だよ芸人集合 笑いっぱなし伝説（テレビ東京、2009年1月1日）
- 新しい波16（フジテレビ、2009年1月13日）
- 時空間☆世代バトル 昭和×平成 SHOWはHey! Say!（日本テレビ、2009年1月18日）
- 音笑!MMM（日本テレビ、2009年2月24日）
- 爆笑一番（秋田テレビ、2009年2月26日 - 3月5日）
- ふくらむスクラム!!（フジテレビ、2009年4月 - 9月）レギュラー
- 1ばんスクラム!!（フジテレビ、2009年10月 - 2010年3月）レギュラー
- 爆笑レッドシアター（フジテレビ、2009年5月13日）
- ウンナン極限ネタバトル! ザ・イロモネア 笑わせたら100万円（TBSテレビ）- 2009年7月9日初出演。「ゴールドラッシュ」で3週勝ち抜き、イロモネア出場権獲得。
- 王様のブランチ（TBSテレビ、2009年7月18日）
- スクール革命!（日本テレビ、2009年8月16日）
- オールザッツ漫才（毎日放送）
- お笑いDynamite!（TBSテレビ、2009年12月29日）
- めちゃ×2イケてるッ!（フジテレビ、2010年2月20日）- 「ブサイクコロシアム」にブサイクのスペシャリストとして出演。
- 億万笑者!〜S-1バトルへの道〜（日本テレビ、2010年3月9日）
- FUJIWARAのありがたいと思えッ!（テレビ東京、2010年3月20日）
- neo sports（テレビ東京、2010年3月21日）
- ロンドンハーツ（テレビ朝日、2010年4月6日）
- 芸人報道（日本テレビ、2010年4月13日）
- ジャック10（日本テレビ、2010年4月14日）坂口のみ
- コレってアリですか?（日本テレビ、2010年4月25日）坂口のみ
- ジャガイモン（テレ朝チャンネル、2010年6月10日）
- U・LA・LA@7（TOKYO MX、2010年9月7日） - 『よしもとうららちゃん』コーナー
- ロンブー&チュートの芸能人ヒットソングで爆笑ショーバトル!（日本テレビ、2012年4月2日）阿部のみ「やさしいキスをして」を歌唱

### ラジオ
- B定食（FMぐんま、木曜パーソナリティ）

### DVD
- カーテン
- ルミネtheよしもと〜業界イチの青田買い2009春〜
- １ばんふくらむスクラム!!

### インターネット配信
- よしログ（Yahoo!バラエティ 月1レギュラー 不定期 21:00〜22:30）

### 舞台
- アンダー9（渋谷・シアターD、2007年12月）
- カーテン（神保町花月、2008年2月19日 - 24日）
- クニに乾杯（神保町花月、2011年2月1日-2日）
- TOKYO GIRLS COLLECTION by girlswalker.com '11 S/S（代々木第一体育館、2011年3月5日 Paltyスペシャルステージ）
- 劇団スカンクシアター「秘蜜。2 ～Wedding Party～」（2011年3月9日 - 14日、Geki地下Liberty）
- クニに乾杯 再演（北沢タウンホール、2011年4月27日）

### 書籍
- 酒と泪と少年少女（2011年1月26日、武田ランダムハウスジャパン）ISBN 978-4270006306